# Буролистка однорічна
Буроли́стка однорі́чна (лат. Perilla frutescens) — однорічна трав'яниста рослина родини глухокропивові. Кущова, олійна і декоративна рослина. Вирощується у Китаї, Японії, Кореї, Індії, російському Примор'ї, Кавказі. Дикі форми зустрічаються у Північній Індії, Індокитаї і Китаї. Світові площі під культурою буролистки невеликі. В Україні науково-дослідна робота з буролисткою проводилась з 1931 року.

## Назви
Словник Кобіва подає для цього виду такі народні синоніми, як пери́ла василькови́дна, перила чагарникова, пері́ля василькова́та, кропивка городня (степовий говір української мови), мусянжа (слобожанський говір), сузда (волинський говір).

## Опис
Коренева система буролистки стрижнева, добре розвинена, проникає в ґрунти до 1,5 м. Стебло прямостояче, дуже розгалужене, густо вкрите волосками, висотою до 100 см з сильним ефірним запахом. Листки з довгими черенками, яйцеподібні з зубчастим краєм. Суцвіття — багатоквіткова китиця, 9-15 см завдовжки, знаходиться в пазухах листків. Плід — горішок, діаметром близько 2 мм.
Буролистку запилюють бджоли, які прилітають на квіти за приємним ефірним запахом і наявністю нектарників в квітках. Але разом з цим буролистка здатна до самозапилення. До тепла буролистка невимоглива.

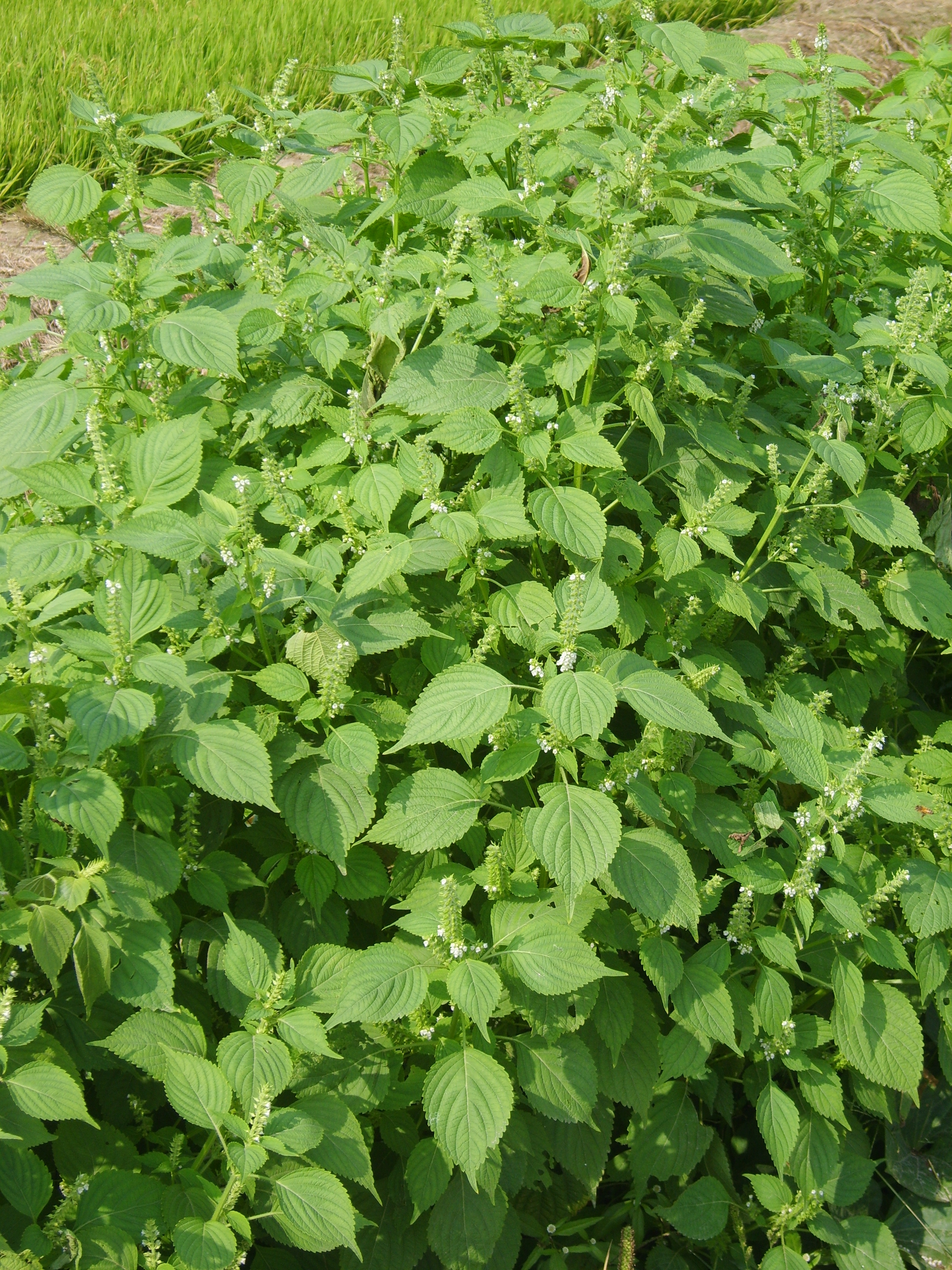
Кущі (Perilla frutescens (L.) Britton)
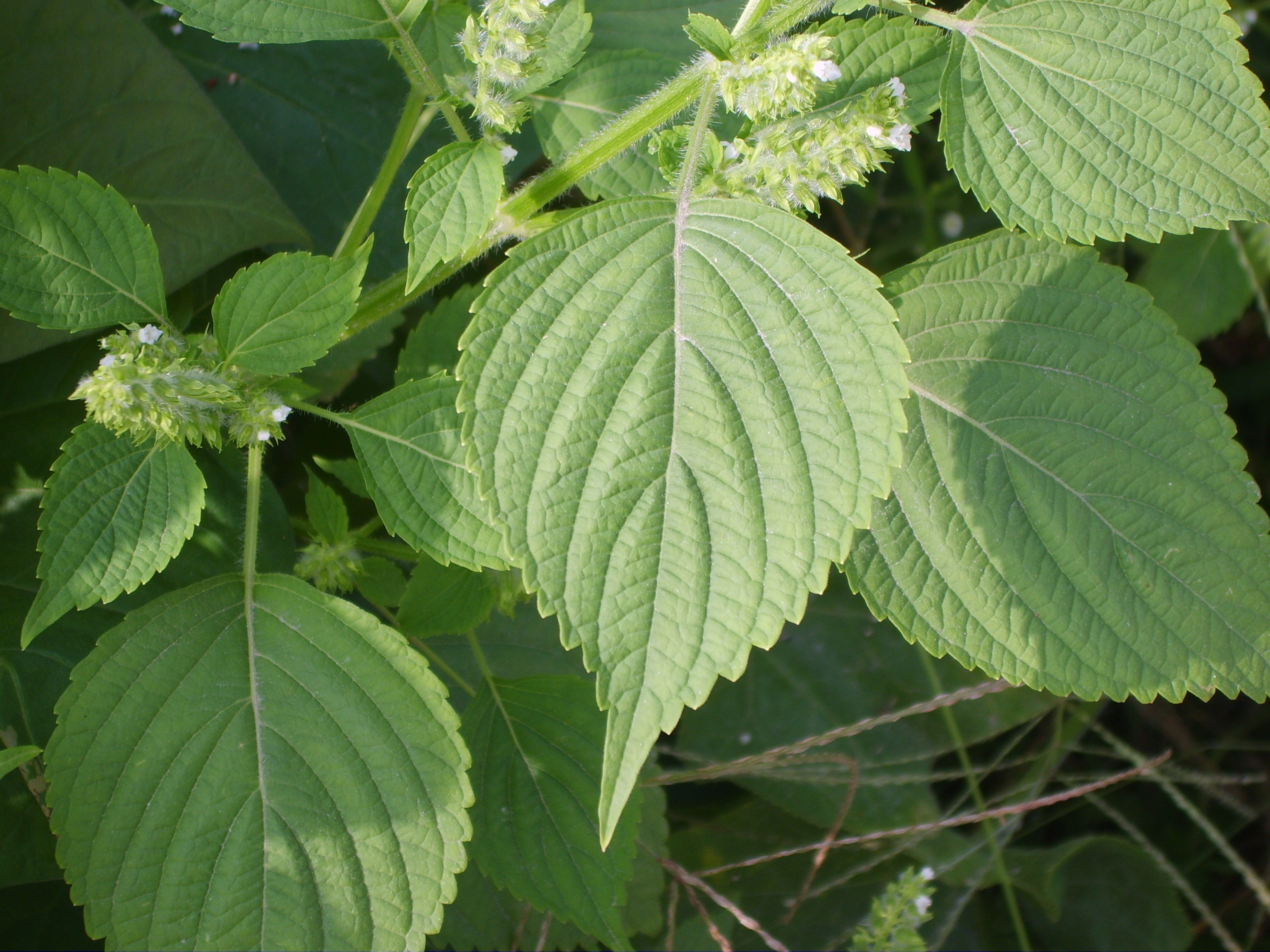
Листя зелене (Perilla frutescens (L.) Britton)
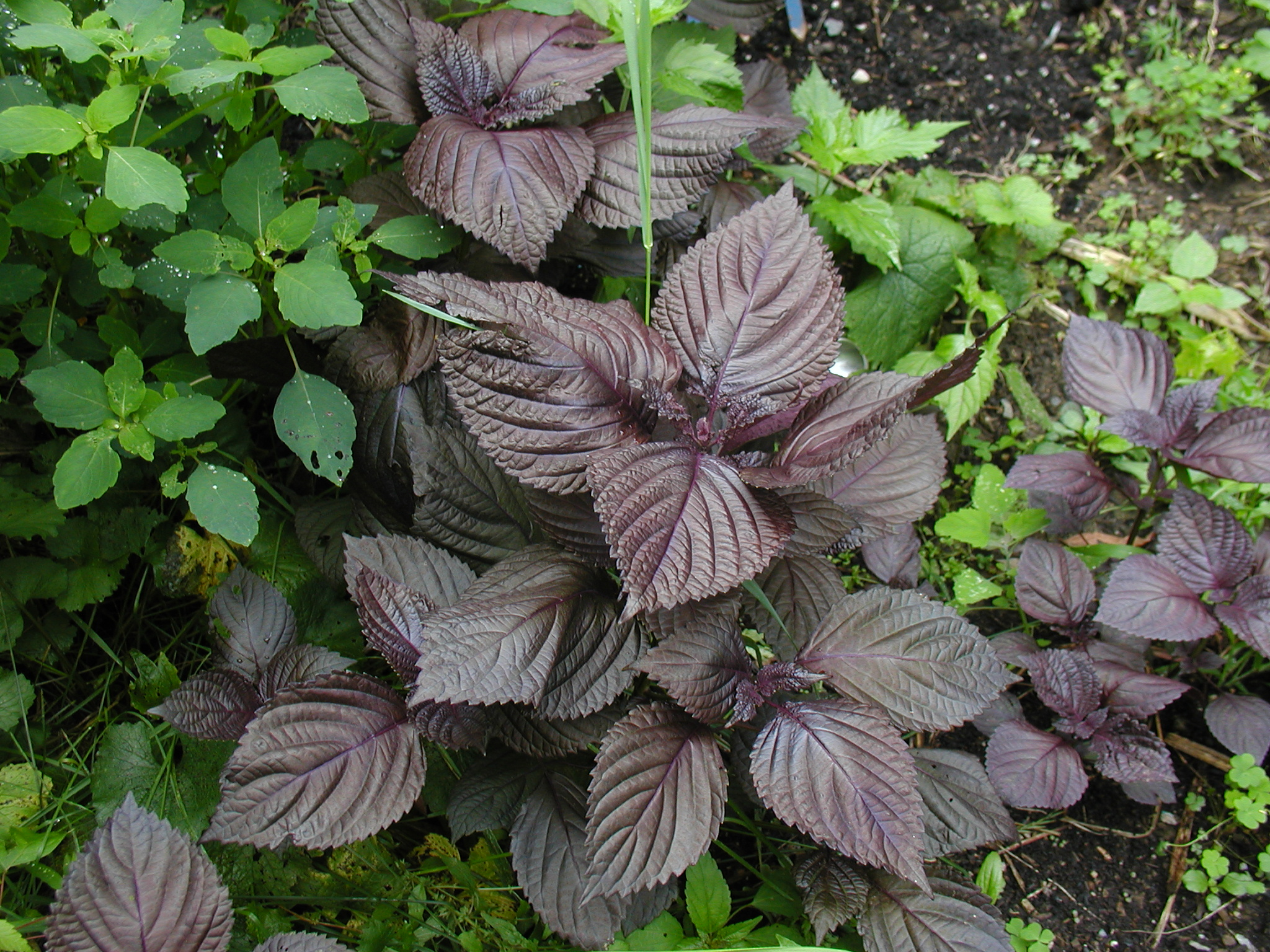
Листя буре (Perilla frutescens var. crispa (Thunb.) H.Deane)
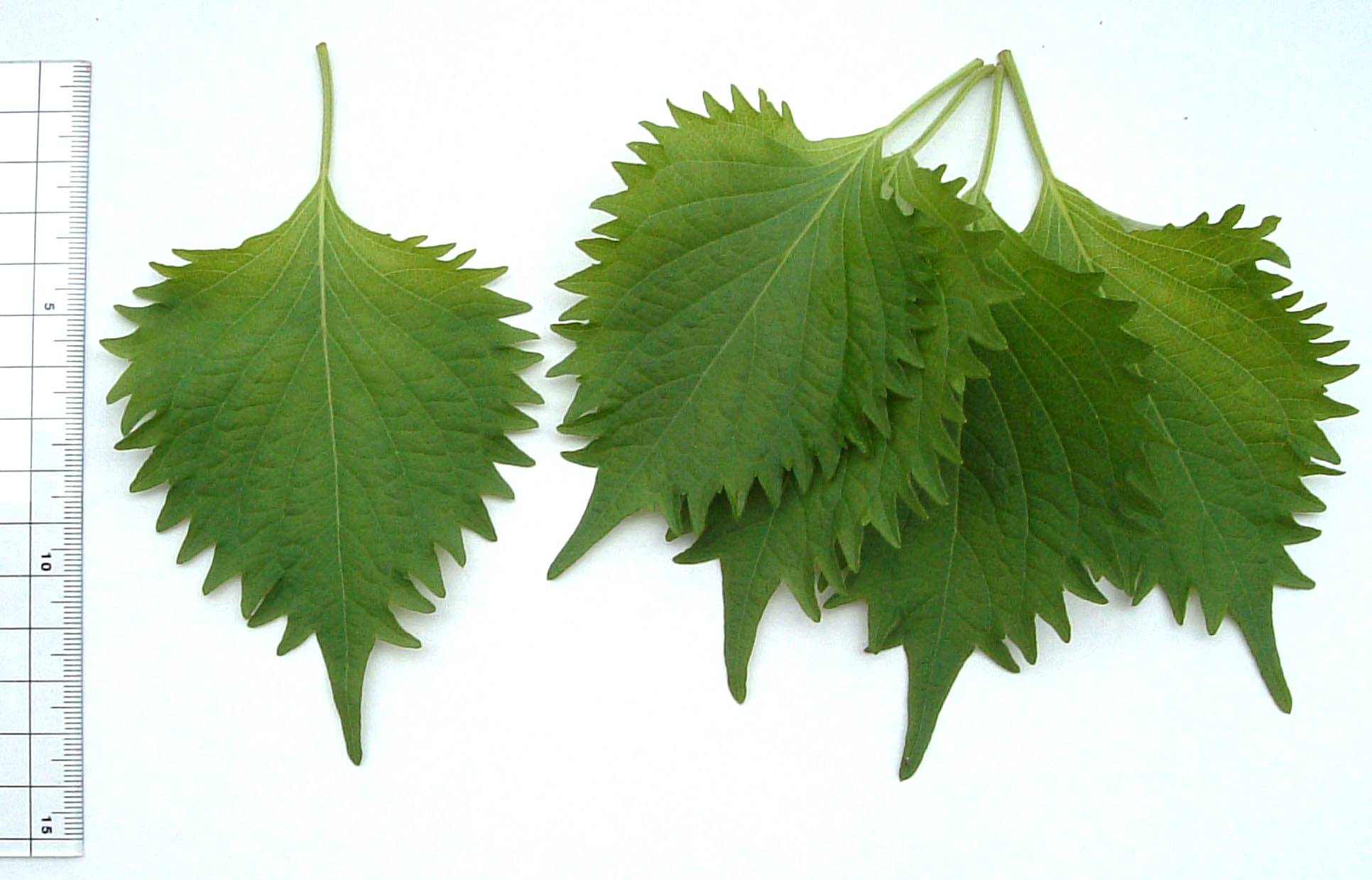
Листя (Perilla frutescens var. crispa (Thunb.) H.Deane)
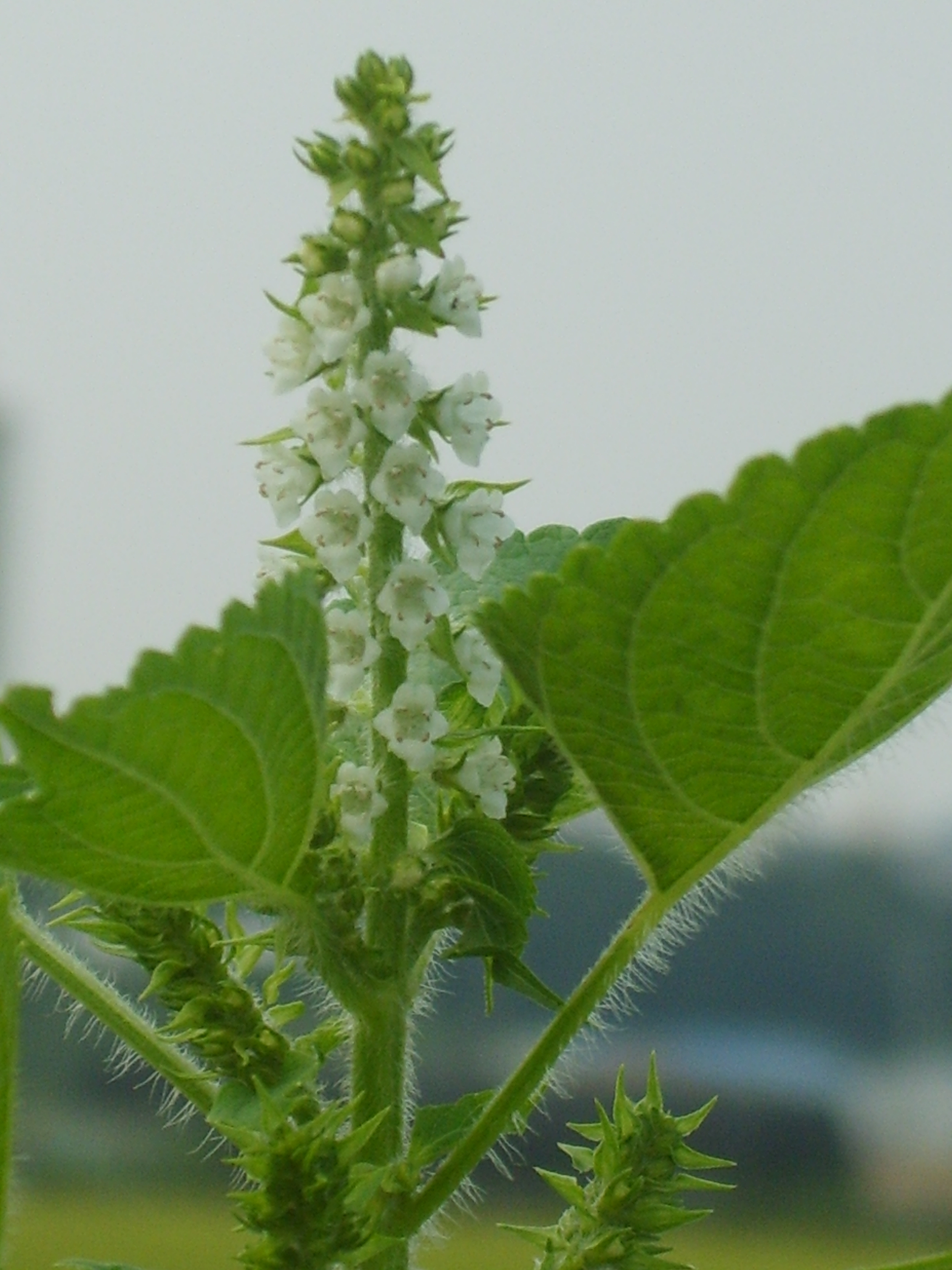
Квітки (Perilla frutescens (L.) Britton)
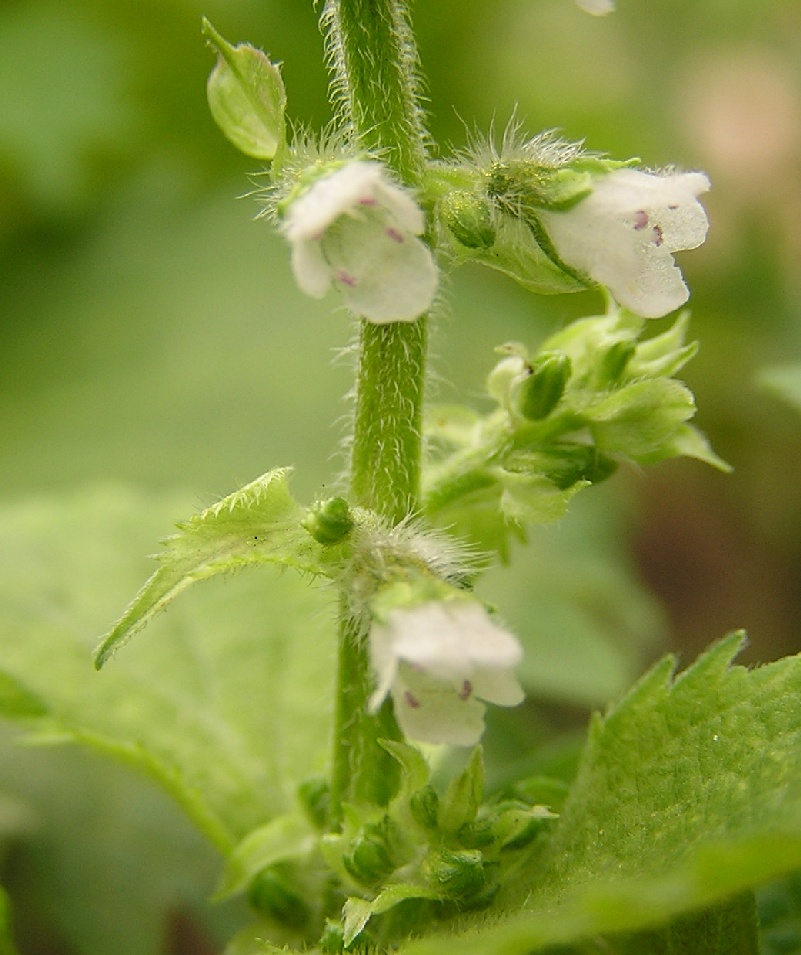
Квітки (Perilla frutescens (L.) Britton)

## Підвиди
Підвиди буролистки однорічної:
- Буролистка однорічна Perilla frutescens　＝　Буролистка нанкінська Perilla nankinensis
  - Буролистка однорічна гостра Perilla frutescens var. acuta
    - Буролистка однорічна гостра плямиста Perilla frutescens var. acuta f. discolor

  - Буролистка однорічна гостролиста Perilla frutescens var. arguta
  - Буролистка однорічна зубчаста Perilla frutescens var. auriculato-dentata
  - Буролистка однорічна лимонна Perilla frutescens var. citriodora
  - Буролистка однорічна кучерява Perilla frutescens var. crispa — японська буролистка; основний підвид в Японії; власне шісо.
    - Буролистка однорічна кучерява темнопурпурова Perilla frutescens var. crispa f. atropurpurea
    - Буролистка однорічна кучерява звичайна Perilla frutescens var. crispa f. crispa
    - Буролистка однорічна кучерява рожева Perilla frutescens var. crispa f. rosea
    - Буролистка однорічна кучерява пурпурова Perilla frutescens var. crispa f. purpurea
    - Буролистка однорічна кучерява зелена Perilla frutescens var. crispa f. viridis
    - Буролистка однорічна кучерява зеленокучерява Perilla frutescens var. crispa f. viridi-crispa

  - Буролистка однорічна звичайна Perilla frutescens var. frutescens — корейська буролистка; основний підвид в Кореї; в Японії називається еґома.
  - Буролистка однорічна шорсткувата Perilla frutascens var. hirtella
  - Буролистка однорічна пурпурова Perilla frutescens var. purpurascens

## Біохімія
Насіння буролистки має у своєму складі ліпіди, білок, целюлозу, золу, ефірну олію. Також містить дубильні речовини, залізо, кремнієву кислоту, сірку, яблучну, аскорбінову кислоту, катехіни.
Буролисткова ефірна олія добувається із висушеного листя і стебла буролистки . Основним компонентом ефірної олії є перилловий альдегід.

## Застосування
Листя використовуються для виробництва ефірних олій, які використовується як ароматизатори. Екстракт листя буролистки традиційно використовуються для лікування астми, застуди, кашлю і захворювань легень, профілактики грипу, нудоти, блювоти, болів у животі, запорах, харчових отруєнь та алергічних реакціях (особливо на морепродукти).
Насіння використовуються для виробництва продуктів харчування та як корм для птахів. Буролисткова макуха — цінний корм для худоби, багата поживними речовинами
З насіння добувають олію, яка є харчовою, але вона використовується в основному як технічна в лакофарбовій, поліграфічній, суднобудівній промисловості. За висихання буролисткова олія утворює стійку до дії води, повітря, високих температур плівку, яка міцністю поступається лише плівці з тунгової олії. У фармації, в народній медицині використовують як сечогінний препарат для лікування хвороб печінки, жовчного міхура, енурезу.
Листя та плоди використовуються в корейській і японській кухнях (перилова олія).

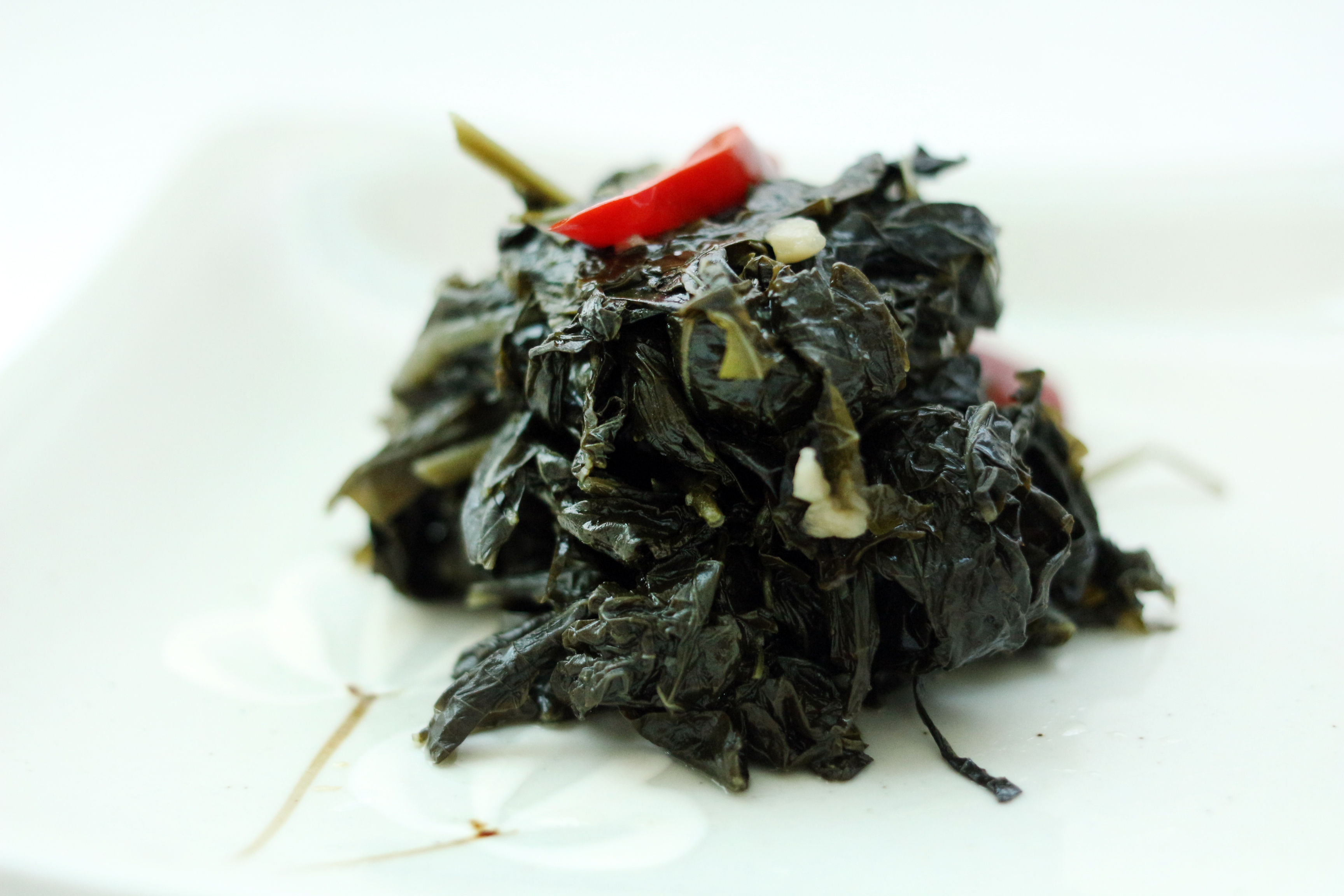
Kkaennip-deulgireum-bokkeum (листя перилли, обсмажені в олії перилли)
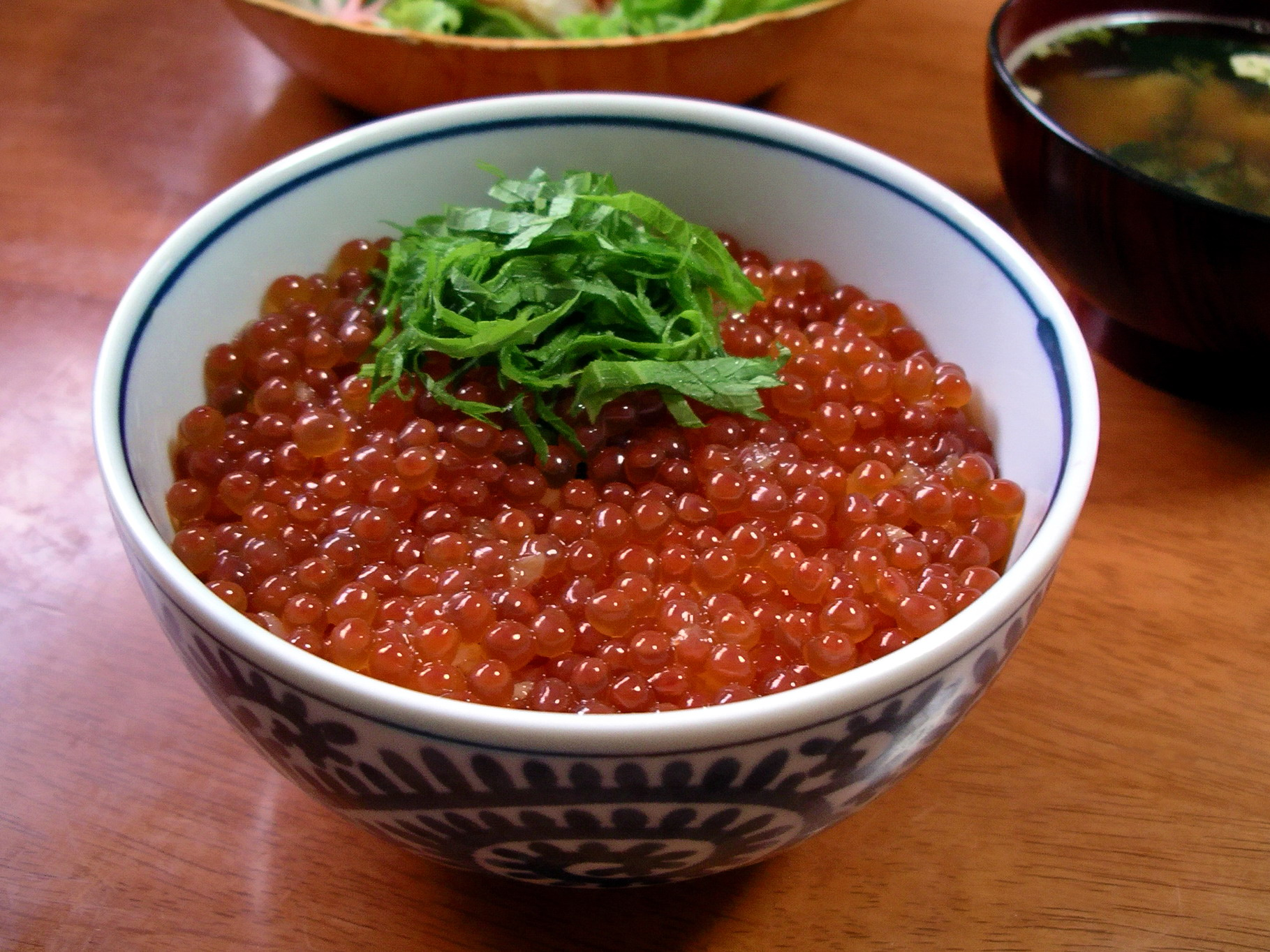
Японська страва
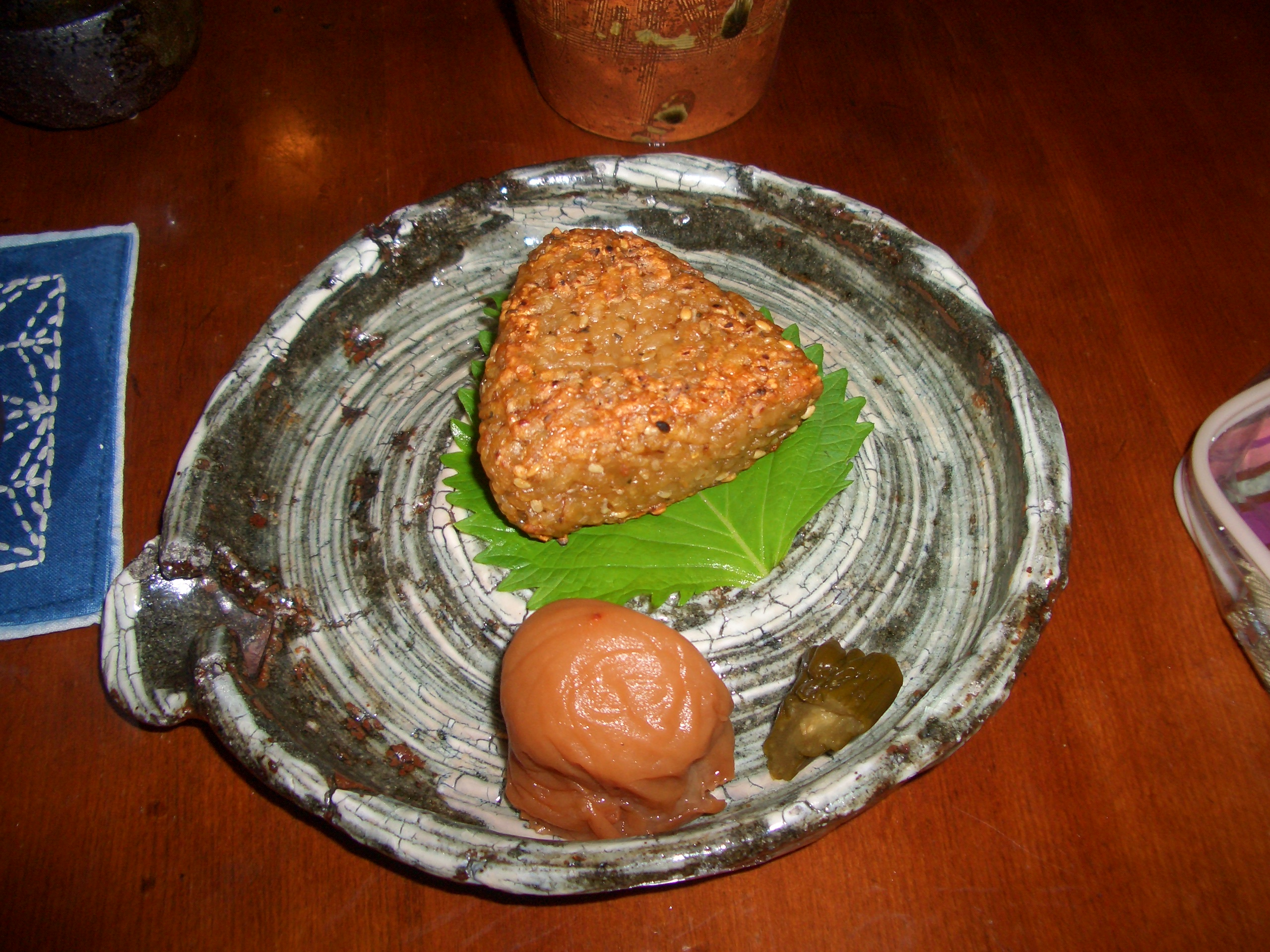
Японська страва
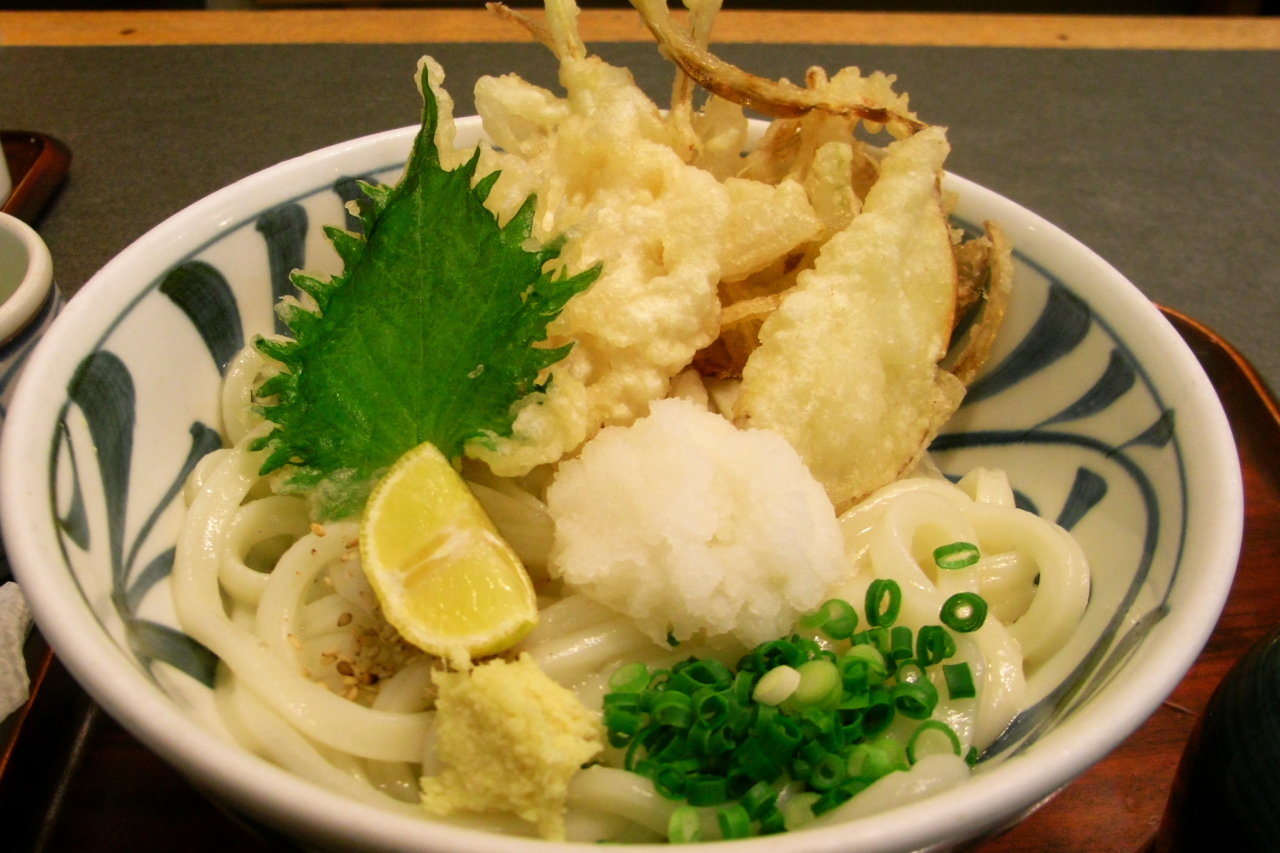
Японська страва
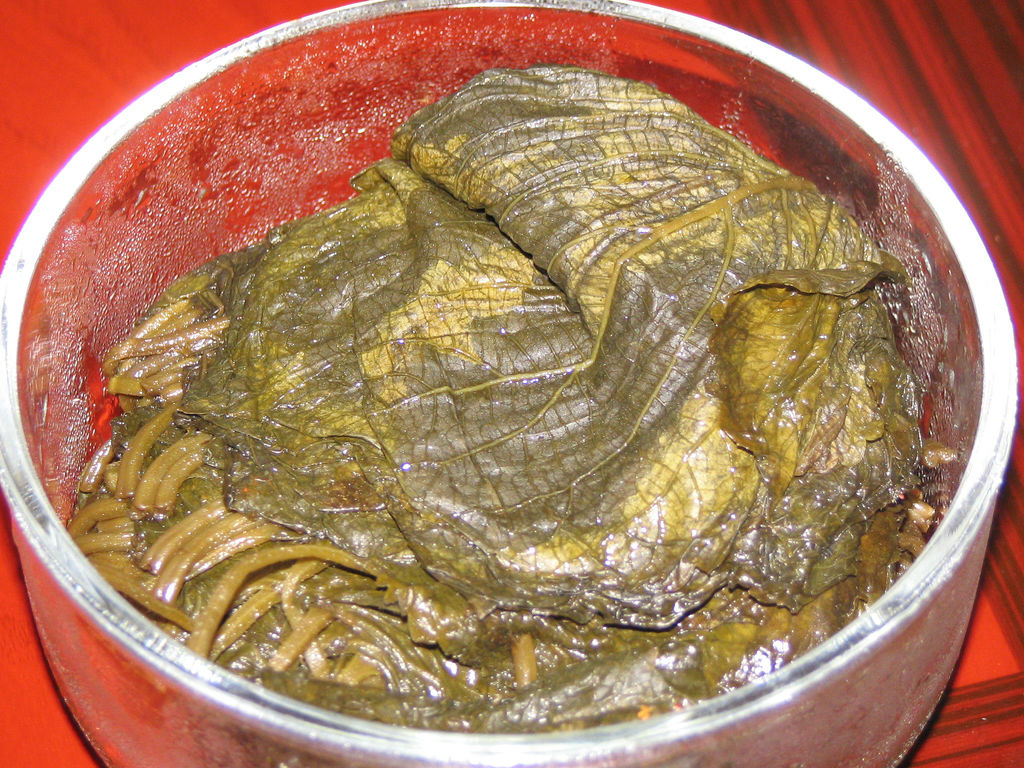
Корейська страва
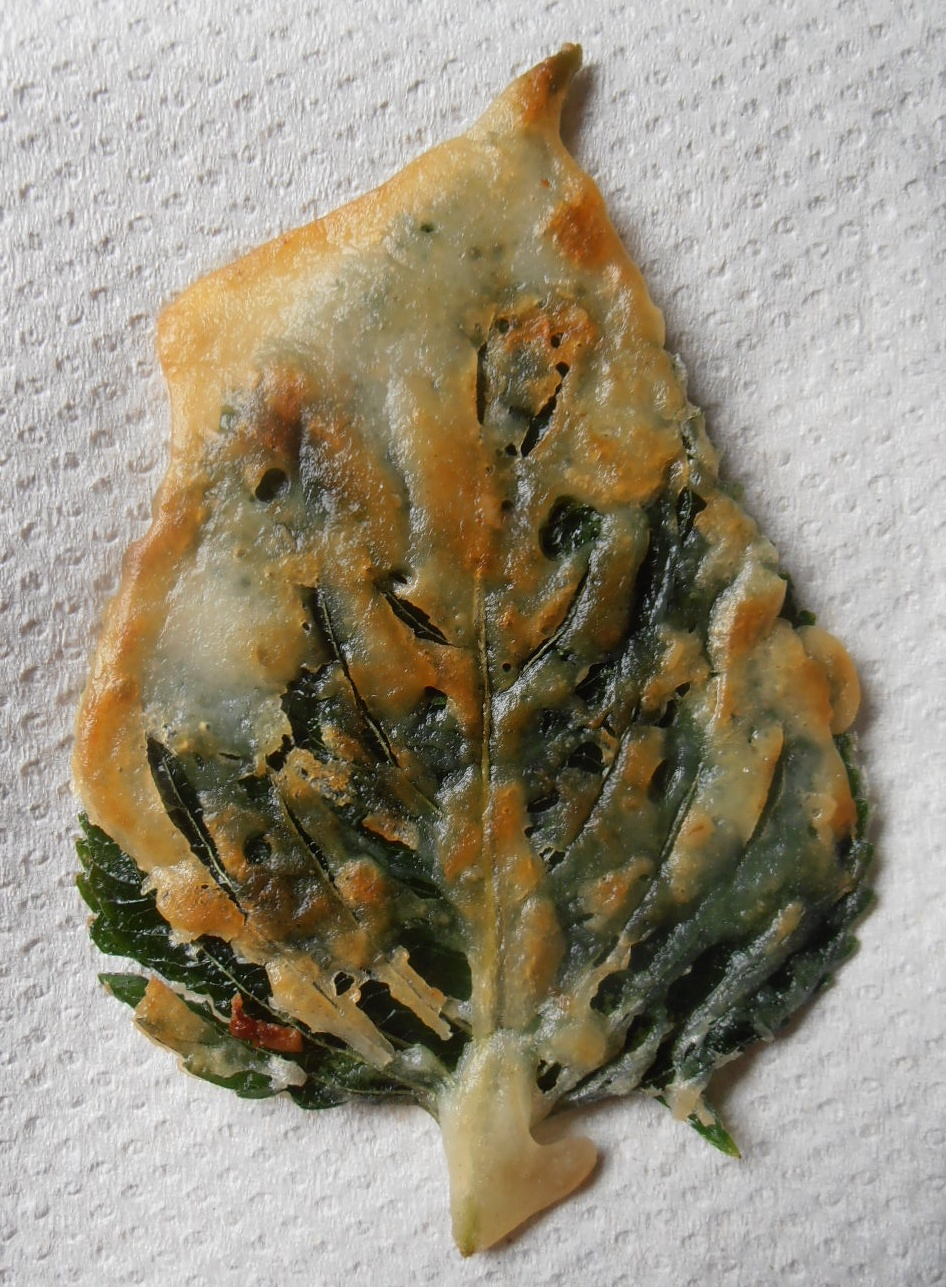
Корейська страва